# Castillo de Crathes

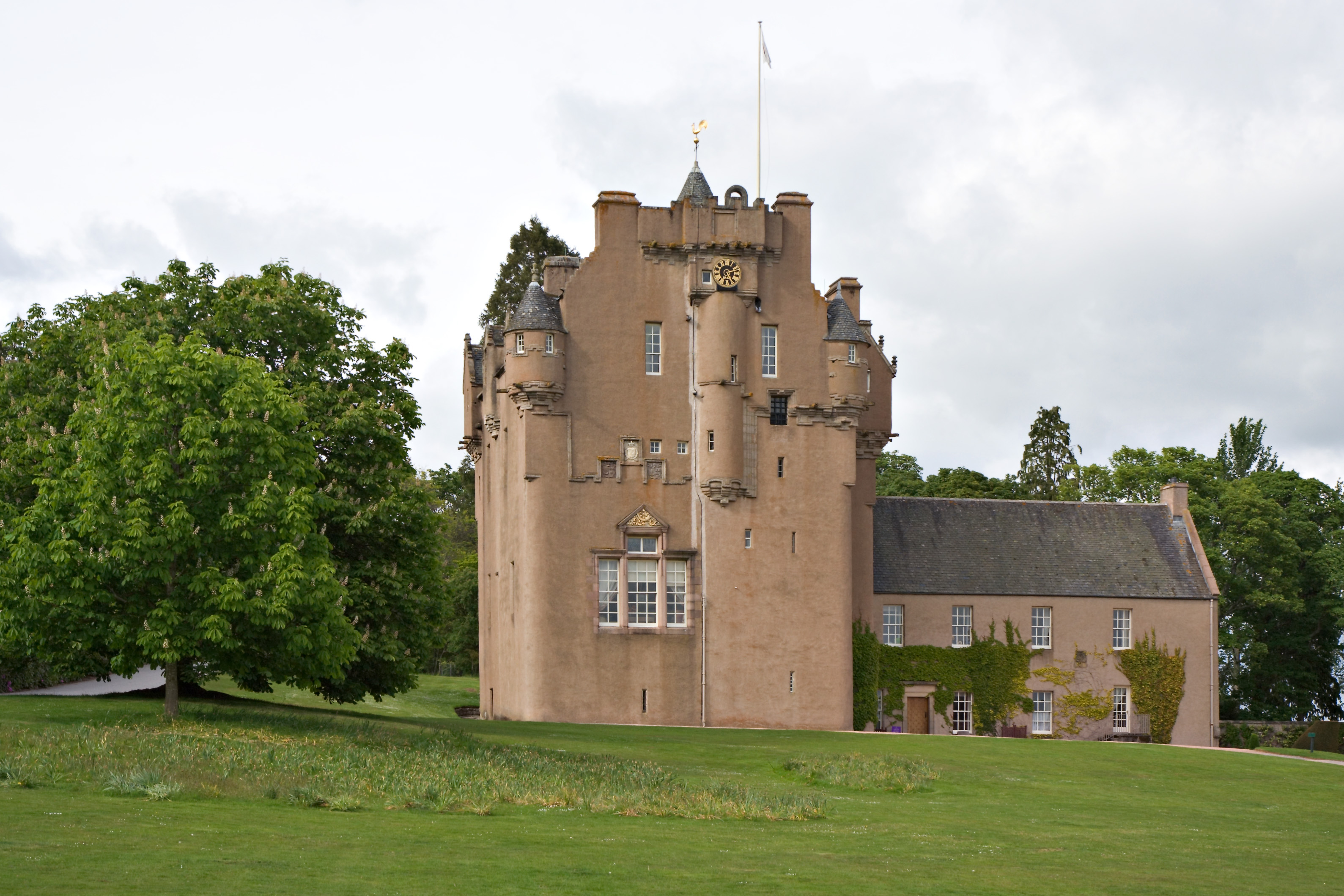
Castillo de Crathes.

El castillo de Crathes es del siglo XVI cerca de Banchory en la región escocesa de Aberdeenshire. Fue construido por los Burnetts de Leys, y permaneció en esa familia durante al menos 400 años. El castillo y los terrenos, actualmente están en posesión y administrados por el National Trust for Scotland, y están abiertos al público.

## Historia
Crathes se encuentra en unas tierras que fueron dadas como regalo a la familia Burnett de Leys por el Rey Roberto I de Escocia en 1323.
En los siglos XIV y XV los Burnett de Leys construyeron una fortaleza de madera en una isla que hicieron en el medio de un pantano cercano. Esta forma de construcción, conocida como crannóg, era común en la Baja Edad Media. La construcción de la actual torre del castillo, de planta en L, comenzó en 1553 pero se retrasó en numerosas ocasiones debido a problemas políticos durante el reinado de María I de Escocia.
Fue completado en 1596 por Alejandro Burnett de Leys, y en el siglo XVIII se le añadió un ala adicional. Alejandro Burnett, quien completó la construcción de Cartees, comenzó un nuevo proyecto, la reconstrucción del siglo XVII del cercano castillo de Muchalls. Esta misión fue completada por su hijo, sir Thomas Burnett. El castillo de Crathes sirvió como residencia ancestral de los Burnett de Leys, hasta que fue donado al National Trust for Scotland por el 13.º Barón de Leys, sir James Burnett en 1951. Un incendio dañó algunas partes del castillo (en particular el ala de la Reina Ana) en 1966. Otra de las estructuras históricas de la región ligadas a la familia Burnett de Leys es Monboddo House.

## El interior

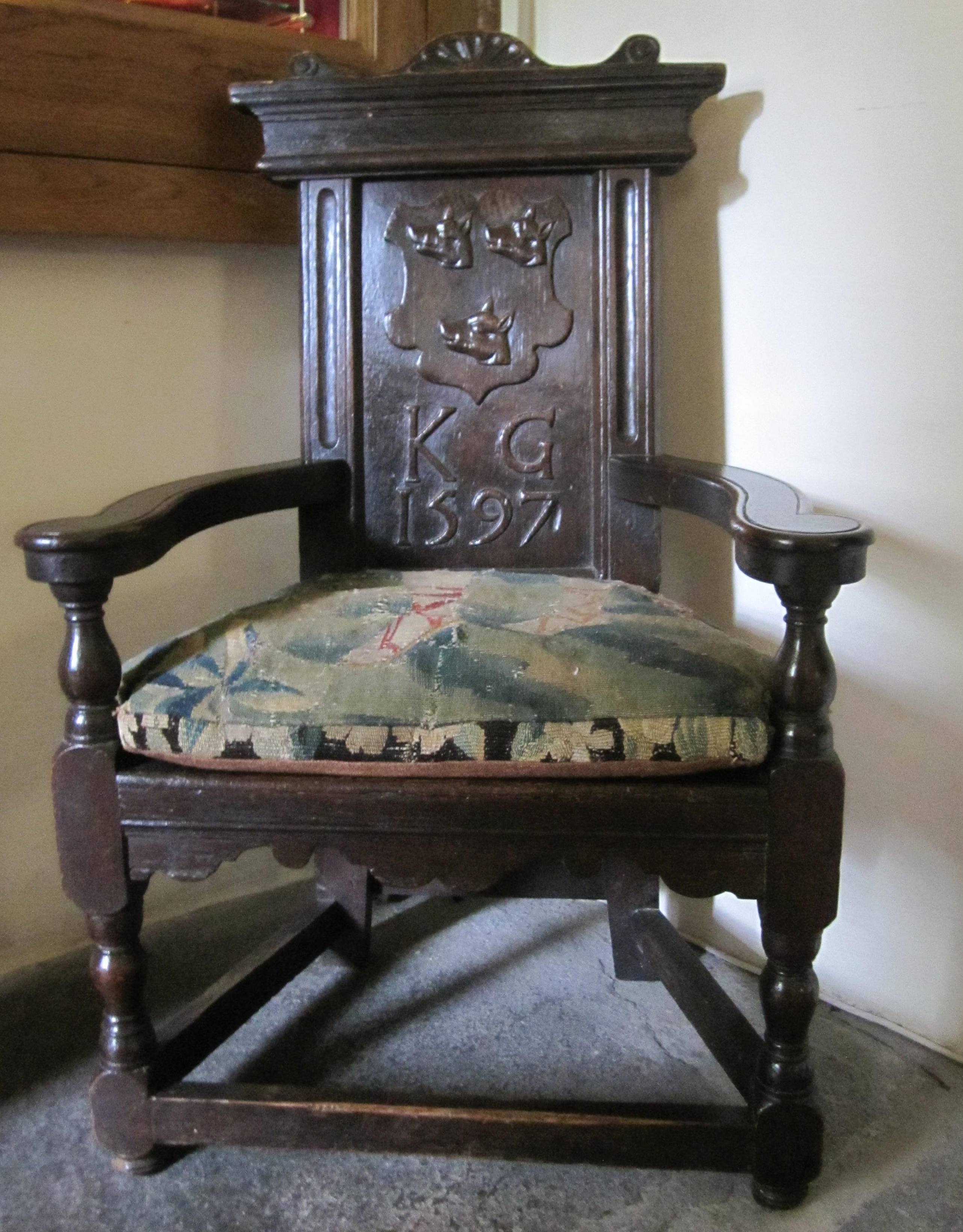
Silla del Castillo

El castillo contiene una importante colección de retratos, y originales techos pintados jacobinos que se encuentran en algunas de las habitaciones del castillo: la Habitación de las Musas, la Sala de la Fama y en la Green Lady’s Room. Se dice que en esta última sala está encantada por una dama verde. Algunos turistas dicen que han notado una neblina verde en esta sala. El antiguo Cuerno de Leys de marfil se encuentra en el gran salón sobre la chimenea, fue entregado a los Burnetts por el Rey junto con el castillo y los terrenos en 1323.

## Los jardines y los terrenos
Los terrenos del castillo contienen 241 bosques y campos, incluyendo un jardín vallado. Dentro del jardín hay unos maravillosos caminos de grava que rodean las plantas sobre todo por el exterior. La mayoría de las plantas están indicadas con descripciones taxonométricas, dando al visitante una rica experiencia educativa. También hay una terraza en un nivel superior al jardín, con la hierba perfectamente cortada. Unos antiguos setos de tejo irlandés que datan de 1702, separan los jardines en ocho áreas temáticas. Hoy en día, Crathes y sus terrenos están abiertos al público durante todo el año. Un centro de información turística da información sobre el castillo y los alrededores. En el mismo lugar hay una tienda de té, una pared de escalada y un aparcamiento para los coches.

## Calendario mesolítico
En 2004 se realizaron excavaciones que dejaron al descubierto una serie de pozos de unos 10 000 años de antigüedad (época del Mesolítico). Este hallazgo recién se analizó en 2013 y se considera que se trata del calendario lunar más antiguo del mundo; podría haber sido utilizado entre 8000 a. C. y 4000 a. C. Esto significa que sería 5000 años más antiguo que los monumentos astronómicos previamente conocidos en la Mesopotamia.